# Cyber Monday
Cyber Monday ist ein Marketingbegriff und bezeichnet den Start des Weihnachtsverkaufs durch Online-Shops.
Der Begriff Cyber Monday ist stark nordamerikanisch geprägt. Terminlich liegt der Tag immer an dem Montag, der auf Thanksgiving (vierter Donnerstag im November) folgt, und liegt somit zwischen dem 26. November und 2. Dezember. Der Cyber Monday ist die Antwort von Online-Shops auf den traditionellen Black Friday (Freitag nach Thanksgiving), der wiederum von traditionellen/Offline-Händlern ins Leben gerufen wurde. Am Cyber Monday vergeben Online-Shops Rabatte, um Käufer anzulocken. Er ist in den letzten Jahren immer beliebter geworden. Seit 2010 wird der Cyber Monday auch in Europa von einigen amerikanischen Online-Shops beworben, in Deutschland besonders stark von Amazon.
Im Jahr 2013 wuchsen die Cyber-Monday-Online-Verkäufe in den USA um 20,6 % gegenüber dem Vorjahr und erreichten einen Rekordumsatz von 2,29 Milliarden US-$.

## Cyber Monday im deutschsprachigen Raum
Der Cyber Monday hat im Gegensatz zum Black Friday im deutschsprachigen Raum eine untergeordnete Bedeutung. Während am Black Friday 2016 in Deutschland ein Pro-Kopf-Umsatz von 170 Euro erzielt wurde, entfiel auf den Cyber Monday nur ein Pro-Kopf-Umsatz von 120 Euro.

## Kritik
Verbraucherschutzorganisationen wie die Verbraucherzentrale Nordrhein-Westfalen warnen vor dem Angebot, weil die Rabatte teilweise auf die unverbindliche Preisempfehlung bezogen werden, die meist oberhalb der handelsüblichen Preise liegt. Dementsprechend erlauben die ausgelobten hohen Rabatte keine Rückschlüsse auf tatsächliche Rabatte für diese Aktion.
Die Zeitschrift Stern bezeichnete die Aktion sogar als „Amazons schmutzige Rabattfalle“.